# Stop Me from Falling
A Stop Me from Falling című dal az ausztrál énekesnő-dalszerző Kylie Minogue 2018. március 9-én megjelent 2. kimásolt kislemeze 14. Golden című stúdióalbumáról. A dalt Minogue, Steve McEwan, és Danny Shah írta. A produceri munkálatokat Sky Adams bonyolította le. A dal zeneileg a dal felépítése hasonló Minogue korábbi táncorientált dalaihoz, mely pop és country elemeket is tartalmaz. Lírailag egy olyan személyről szól, aki a szerelem szélén áll. A dalt Minogue cége, a Darenote és a BMG jelentették meg.
A "Stop Me from Falling" kedvező kritikákat kapott a zenekritikusoktól. Sokan felfigyeltek a "Dancing"-gel való hasonlóságára, és dicsérték a produkciót. Kereskedelmi szempontból a dal Top 10-es helyezett volt Lengyelországban, és Spanyolországban, de más nemzetközi slágerlistán is mérsékelten teljesített. Minogue Golden Tour turnéján forgatták a hozzá tartozó videoklipet, amely a show kulisszák mögötti felvételeket tartalmazza. A videót az Apple Music exkluzív bemutatójaként mutatták be, és március 30-án tették elérhetővé.
A dal népszerűsítésére Minogue előadta a dalt a The Graham Norton Showműsorban, és a The One Showban a BBC-n, mely felkerült a Golden Turné játszási listájára is. A Radio 2 Live in Hyde Park rendezvényen az egyik nyitódalaként is felhasználták, ahol ő volt a műsor főszereplője. 2018 áprilisában a "Stop Me from Falling" a kubai zenei duóval, a Gente de Zona-val közösen remixelték, majd 2018. április 20-án került bemutatásra. A dalhoz tartozó második klipet a kubai Havanna-ban forgatták, és ugyanazon a napon jelent meg. Kereskedelmi szempontból ez a változat Lengyelországban, és Ecuadorban a slágerlistákra is felkerült. 

## Előzmények és összetétel
2018 januárjában Minogue kiadta a Dancing című kislemezét, mely a 14. Golden (2018) stúdióalbumának vezető kislemeze volt. Két hónappal később az énekesnő bejelentette a "Stop Me from Falling" című dalát egy nappal a megjelenés előtt. Ezenkívül a dal premierje a BBC 2-n volt. Az ultraibolya szűrővel felvett műalkotáson Minogue csipke felsőben pózol. A "Stop Me from Falling" egyike volt a Tennesse állambeli Nashville-ben írt és felvett daloknak, ahol Minogue úgy érezte, hogy a helyszín nagy hatással van rá, és az albumra. A dalt Minogue, Steve McEwan, Danny Shah írták. A producer Sky Adams volt. Az énekesnő úgy nyilatkozott, hogy ez az egyik kedvenc dala az albumról.
A "Stop Me from Falling" című dal 3 perc és 2 másodperces játékidejű. A dal akusztikus gitárokat, vonósokat, és elektromos gitárt tartalmaz. Zeneileg egy pop country dal, melynek ritmikai felépítése hasonló Minogue korábbi táncdalainak. Sarah Murphy az Exclaim-től úgy gondolta, hogy ez beteljesíti Minogue Nashville-i country zenével kapcsolatos kísérleteit, melyet egy "nyűgös, country-pop" dalnak nevezett, amely még mindig megmozgatja a lábakat. Olyan kiadványok, mint az Idolator, a Spin magazin a dal hangzását és produkcióját Minogue előző dalához a "Dancing"hez hasonlították. Anna Gaca a Spin magazintól megjegyezte a két dal közötti hasonlóságot, és hozzátette: "Nem lesz gond elképzelni a dalokat, mert ketten ugyanazon a lemezen vannak". A Mushroom kiadó szerint a dal egy "romantikus himnusz", amely arról szól, hogy épp a szerelem küszöbén áll".
A kubai Gente de Zona zenei duóval készített remix változathoz Minogue az angol változat mellett felvett egy spanyol nyelvű változatot is, melyről így nyilatkozott: "Szeretem az új dallamot, és energiát, amit a Gente De Zona adott a "Stop Me from Falling"-hoz. Nagyszerű volt dolgozni velük Havannában, Kubában".

## Megjelenés
A "Stop Me from Falling" 2018. március 9-én jelent meg Minogue Darenote kiadójánál, a 14. Golden című stúdióalbum 2. kislemezeként. Még aznap elküldték a dalt a rádióknak. A dalt a BBC Radio 2-n mutatták be ahol Minogue Chris Evans mellett különleges vendégként szerepelt. Ezenkívül a Gente de Zona remix egy hónappal később 2018. április 20-án került bemutatásra digitális letöltésként, majd két hónappal később pedig egy remixcsomagot terjesztettek az iTunes-on keresztül, mely Joe Stone, és PBR Streetgang rádiós mixeit tartalmazta. Az eredeti változat borítóját a Golden fotózáson rögzítették, míg a Gente de Zone változatban Minogue piros ruhában szerepelt, ami a videoklipben is látható.

## Kritikák
A "Stop Me from Falling" kedvező kritikákat kapott a zenekritikusoktól. Anna Gaca (Spin) úgy tekintett a dalra, mint "a sugárzó country-pop játékos Minogue-ra, erőfeszítés nélküli kiterjesztésének, amelyet a "Dancing" című kislemezen mutattak be". Lake Schatz a Consequence os Sound-tól a dalt "szórakoztató és ragályos country-pop dalnak ítélte, amitől megcsapkodja a térdét". Mike Wass (Idolator) úgy vélekedett, hogy dal a dal "olyan aranyos és fülbemászó, mint a "Dancing", dicsérve Minogue azon képességét, hogy hű maradjon a country-pop formátumhoz". Sarah Murphy egy "sima country-pop dalnak nevezte, amely táncra motiválja az embereket. Jack White úgy vélekedett az Official Charts Company-től, hogy a dal megfelel a "Dancing" country stílusának. Daniel Megarry (Gay Times) úgy gondolta, hogy bár Kylie hasonló hangzása megmaradt a "Dancing" című dalban, még mindig megőrizte azt a magával ragadó bájt, és varázst, amit szeretünk tőle".
Amikor a dal megjelent a "Golden" című albumon, Tim Sendra az AllMusic-tól kiemelkedő dalnak választotta, és dicsérte Minogue azon képességét, hogy a kortárs pop- és countryzenét egyaránt megragadta. Hasonlóképpen nyilatkozott az Exclaim! magazintól Ian Gormely is, és úgy vélte, hogy egy újabb nyitó dal az albumról, mely meghatározza a lemez általános stílusát. Ben Cardaw a Pitchfork-tól azonban úgy érezte, hogy Minogue túl keményen próbálkozik a country hangzással, és megjegyezte, hogy az énekhangja, és a hangszerelés hibás. Larry Bartleet az NME-tól szintén azt mondta, hogy a dal közel áll a műfaj pastiszéhez, és példaként a hangszerelést említette.

## Kereskedelmi sikerek
Ausztráliában a "Sop Me from Falling" nem került fel az ARIA Singles slágerlistára, azonban az ARIA Digital Track slágerlistán a 32. helyre került, és érte el a csúcsot. Az Egyesült Királyságban a 9. helyezett volt az Indie listán. Az album 2018 április eleji megjelenése után a dal a 78. helyen nyitott a regionális kislemezlistán, majd az 52. helyre került. Egy hétig tartózkodott a skót kislemezlistán is, ahol a 12. volt. Horvátországban a dal a 96. helyezett volt. Spanyolországban a 9. helyezést érte el a digital songs listán.
A Gente de Zona-val készített remix a 42. helyen debütált Ecuadorban, és itt érte el a csúcsot. A lengyel Dance Top 50-es listán a dal a 22. helyezett volt.

## Videóklip
A "Stop Me from Falling" első videóklipjét a párizsi Café de la Danse-ban forgatták, ahol Minogue fellépett a Golden promóciós turnén. A Colin Solal Cardo által rendezett videó felvételeket tartalmaz Minogue élő fellépéseiről, a színfalak mögötti felvételekkel tarkítva, ahol táncol a színfalak mögött. A videót először március 29-én tették elérhetővé az Apple Music-on, mielőtt feltöltötték Minogue hivatalos VEVO fiókjába.
A második videót Havannában forgatták a Gente de Zona kubai reggaeton duóval közösen. A videót Sophie Muller rendezte, aki Minogue előző dalához a "Dancing"-hez is forgatott klipet. A videoklip forgatási helyszínéről először 2018 februárban röppentek fel hírek, mivel az énekesnőt Havanna különböző helyszínein látták, bár a publikációk nem erősítették meg. A hírt egy nappal a klip premierje előtt az Instagramon jelentette be. A videó azzal kezdődik, hogy Minogue egy kávézóban randizik, míg meg nem hall egy másik férfit gitáron játszani. Beleszeretve érdeklődik a férfi iránt, és a két új szeretőt a tengerparton jeleníti meg. Egy pincér közeledik, miközben Minogue elhagyja a szeretőjét. A kórus kezdetekor ő és egy csapat kísérő Havanna utcáin táncolnak a dalra. Gente de Zona egy háztetőről bukkan fel, és integet Kylie-nak, miközben egy másik férfival lóg. A második részben Minogue egy szökőkút körül táncol, színes ruhás táncosokkal körülvéve, majd látható a Gente de Zona-val közösen, ahogyan a levegőben lőtt konfettiben táncolnak. A videó azzal ér véget, hogy az énekesnő a tömegbe ugrik, akik elkapják őt.
Az Idolator egyik szerkesztője szerint ez a legjobb klip a 2010-es All the Lovers óta, melyben a "kevesebb több" megközelítés van jelen, és melyet "érinthetetlen videónak" minősítettek. Elmagyarázta a szinopszist is, amely a megjelenés, a koreográfia, és a tiszta, hamisítatlan szórakozás robbanása. Justin Myers az Official Charts Company munkatársa dicsérte a remixet, és azt mondta, hogy a "Stop Me from Falling" egy nyári ütés, és az örömteli videó arra késztet bennünket, hogy elmenjünk nyaralni, és táncolni az asztalokon". Az AXS írója, Lucal Villa kijelentette: "Egy piros dögös ruhában ő lesz a táncoló nő emoji, mellyel a színesen öltözött helyieket széttépi.

## Élő előadások
A "Stop Me from Falling" először a Golden Tour turnén hangzott el élőben 2018 márciusában. Minogue 2018. április 6-án a The Graham Norton Showban adta elő a dalt, majd április 9-én a The One Showban. Április 21-én a Royal Albert Hallban, a 92. születésnapját ünneplő II. Erzsébet brit királynő tiszteletére. Április 27-én a Good Morning America című műsorban hangzott el a dal, majd május 4-én a Sounds Like Friday Night című műsorban.

## Formátumok és számlista
- Digitális letöltés

1. "Stop Me from Falling" – 3:01

- Digitális letöltés– Featuring Gente de Zona

1. "Stop Me from Falling" (Featuring Gente de Zona) – 3:00

- Digital EP

1. "Stop Me from Falling" (Joe Stone Remix) − 2:42
2. "Stop Me from Falling" (Cerrone Remix) − 3:45
3. "Stop Me from Falling" (PBR Streetgang Remix) − 3:43
4. "Stop Me from Falling" – 3:01

## Slágerlista
| Slágerlista (2018)                                         | Legjobb helyezések |
| ---------------------------------------------------------- | ------------------ |
| Australia Digital Tracks (ARIA)                            | 32                 |
| Australian Independent Singles (AIR)                       | 2                  |
| Belgium (Ultratip Flanders)                                | 26                 |
| Bolivia (Monitor Latino)                                   | 17                 |
| Croatia (HRT)                                              | 96                 |
| Ecuador (National-Report) Remix featuring Gente de Zona    | 42                 |
| Magyarország (Single Top 40)                               | 34                 |
| Lengyelország (Polish Airplay Top 20)                      | 7                  |
| Lengyelország (Dance Top 50) Remix featuring Gente de Zona | 22                 |
| Skócia (Scottish Singles Top 40)                           | 12                 |
| Spain Physical/Digital Songs (PROMUSICAE)                  | 9                  |
| Egyesült Királyság (UK Singles Chart)                      | 52                 |
| Egyesült Királyság (UK Indie Chart)                        | 9                  |

## Megjelenések
| Ország             | Dátum             | Formátum                     | Verzió                          | Label        | Ref.   |
| ------------------ | ----------------- | ---------------------------- | ------------------------------- | ------------ | ------ |
| Különböző          | 2018. március 9.  | Digitális letöltés streaming | Original                        | Darenote BMG |        |
| Egyesült Királyság | 2018. március 9.  | Contemporary hit radio       | Original                        | BMG          |        |
| Olaszország        | 2018. április 4.  | Contemporary hit radio       | Original                        | BMG          | [ 44 ] |
| Különböző          | 2018. április 20. | Digital download streaming   | Remix (Featuring Gente de Zona) | Darenote BMG | [ 45 ] |
| Italy              | 2018. április 20. | Contemporary hit radio       | Remix (Featuring Gente de Zona) | BMG          | [ 46 ] |
| Various            | 22 May 2018       | (Remix EP)                   | Original                        | Darenote BMG | [ 47 ] |